# Mediterradio
Mediterradio è un programma settimanale in onda su Rai Radio 1 in Sicilia e Sardegna e su Radio Corse Frequenza Mora in Corsica dall'11 novembre 2012.

## Storia
Il programma nasce alla fine degli anni novanta da una collaborazione dell'emittente cagliaritana privata Radio Press e di Radio Corse Frequenza Mora di Bastia, che l'hanno trasmesso fino al 2012. Successivamente il format è diventato un programma settimanale nato dalla collaborazione tra le sedi RAI di Cagliari e Palermo e ancora Radio Corse Frequenza Mora di Bastia, sede locale di Radio France, l'accordo è stato firmato a Cagliari durante la XX Conferenza del COPEAM.
Il programma è condotto da Vito Biolchini per la Sardegna dalla sede RAI di Cagliari; Salvatore Cusimano per la Sicilia, dalla sede RAI di Palermo; Pierre Mari per la Corsica dalla sede di Bastia di Radio Corse Frequenza Mora.
Il programma trasmette in lingua corsa da Bastia e in lingua italiana da Cagliari e Palermo. Inoltre c'è un collegamento da Tunisi con la giornalista tunisina Fatma Zairi ed uno da Malta con la giornalista della PBS maltese Anna Bonanno.

## Programmazione
Mediterradio va in onda su RAI Radio1 ogni venerdì alle 12,30 in Sardegna e in Sicilia, su PBS a Malta, il sabato alle 13 e il martedì alle 21 su RCFM, la radio pubblica della Corsica. Sabato e domenica alle 9 e alle 16 si può riascoltare su RAI Play Radio, dove è possibile anche trovare il podcast.